# Karaoğlan
Karaoğlan is een dorp in het Turkse district Mihalgazi en telt 1929 inwoners (2000).

## Verkeer en vervoer

### Wegen
Karaoğlan ligt aan de provinciale weg 26-03.
Centrale districtsplaats (İlçe Merkezi): Mihalgazi
Gemeenten (Beldeler): Alpagut · Sakarıılıca
Dorpen (Köyler):
Bozaniç · Demirciler · Karaoğlan